# Victor Schœlcher
Victor Schœlcher (ur. 22 lipca 1804 w Paryżu, zm. 25 grudnia 1893 w Houilles) – francuski polityk, publicysta, przywódca ruchu abolicjonistycznego.

## Życiorys
Uczył się w Lycée Condorcet. Od 1820 do 1844 należał do masonerii. Wstrząśnięty losem niewolników na Kubie zaobserwowanym podczas podróży do Ameryki związanej z interesami fabryki porcelany ojca w latach 1829–1830 (odwiedził wtedy też Meksyk i południowe stany USA) postanowił poświęcić się walce o zniesienie niewolnictwa na świecie. Jego wiedzę na temat tego zjawiska pogłębiły kolejne podróże: do Indii Zachodnich, m.in. Haiti w latach 1840–1842 oraz po basenie Morza Śródziemnego i zachodnim brzegu Afryki w latach 1845–1847. W 1832 sprzedał rodzinną fabrykę i całkowicie poświęcił się publicystyce, m.in. na łamach Revue de Paris. Tematowi temu były poświęcone jego książki, takie jak De l’esclavage des noirs et de la législation coloniale (O niewolnictwie czarnych i ustawodawstwie kolonialnym, Paryż 1833) i Abolition de l’esclavage (Zniesienie niewolnictwa, 1840). Jednocześnie nie był przeciwnikiem kolonializmu, dopóki był wprowadzany metodami pokojowymi.
3 marca 1848 został nominowany na podsekretarza stanu ds. marynarki. Na tym stanowisku stanął na czele komisji przygotowującej przyjęty 27 kwietnia 1848 przez rząd Francji dekret znoszący niewolnictwo w koloniach tego państwa. W 1848 zostały wybranym deputowanym do Zgromadzenia Narodowego z Martyniki, a w 1849 – z Gwadelupy. Przygotował projekt ustawy o zniesieniu kary śmierci, który nie trafił pod obrady parlamentu z powodu zamachu stanu Ludwika Napoleona Bonapartego. Od grudnia 1851 Schœlcher przebywał na wygnaniu w Belgii i Londonie. W tym czasie pisał biografię Georga Friedricha Händla i kolekcjonował jego rękopisy. Do Francji powrócił w 1870 po wybuchu wojny francusko-pruskiej. Dowodził legionem artylerii w stopniu pułkownika Gwardii Narodowej. Brał udział w obronie Paryża. W 1871 ponownie został deputowanym do Zgromadzenia Narodowego Republiki z Martyniki, zaś w 1875 – dożywotnim senatorem. Zasiadał w komisji decydującej o przyznawaniu rent ofiarom zamachu stanu z 1851, w którym sam uczestniczył w walkach na barykadach, oraz przyczynił się do zniesienia kary chłosty w więzieniach. Przeciwstawiał się także karaniu recydywistów zesłaniem do Gujany.

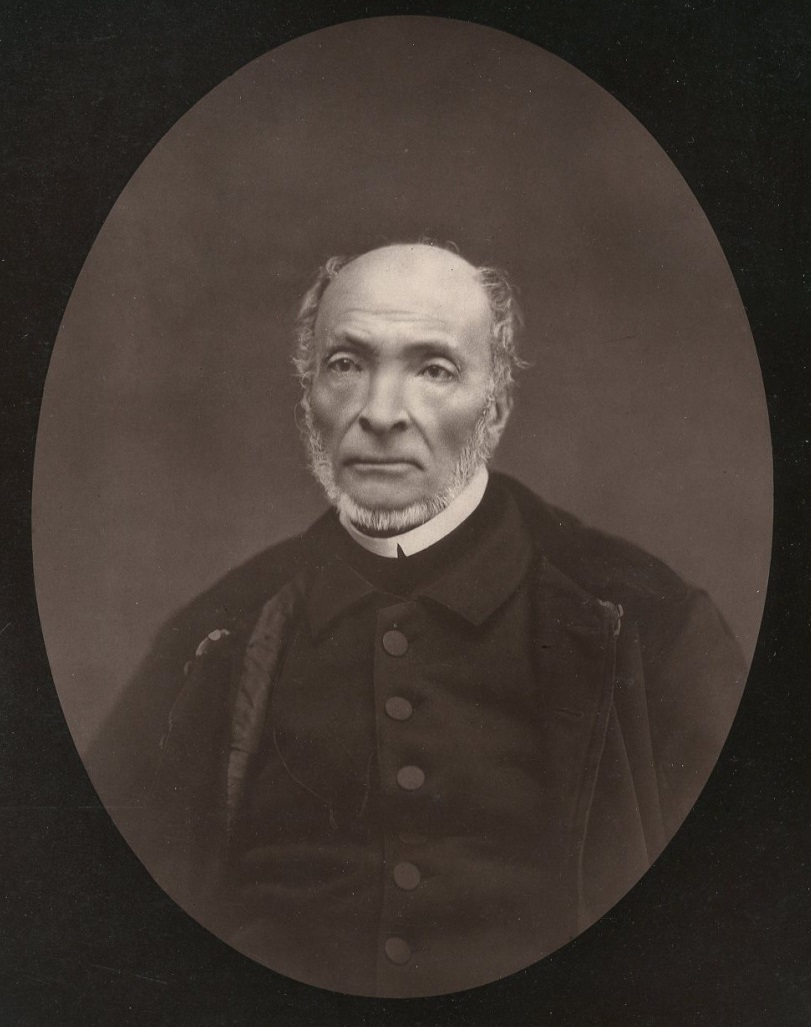
Victor Schœlcher (fot. Étienne Carjat)

Był pochowany na cmentarzu Père-Lachaise. 20 maja 1949 jego szczątki zostały przeniesione do Panteonu wraz z prochami Félixa Éboué.

## Upamiętnienie
Rodzinny dom Schœlcherów w Fessenheim został zamieniony na muzeum. Poświęcone mu muzeum znajduje się też w Pointe-à-Pitre. Znajdujące się w nim eksponaty przekazane testamentem Radzie Generalnej Gwadelupy.
Dzień 21 lipca jest obchodzony na Martynice jako Dzień Schœlchera.
Nazwę Victor Schœlcher nosiły dwa okręty francuskiej marynarki: krążownik pomocniczy z czasów II wojny światowej oraz fregata typu Commandant Rivière pozostająca w służbie w latach 1962–1988 (w 1988 została sprzedana do Urugwaju, gdzie otrzymała nazwę José Artigas).
Dwa pomniki Schœlchera na Martynice zostały zniszczone w 2020 przez zwolenników niepodległości wyspy i ruchu Black Lives Matter.